# 아름다운 비밀 (1999년 드라마)
《아름다운 비밀》은 KBS에서 1999년 2월 15일에 2회 연속 방영된 설 특집 드라마이다.

## 줄거리
뇌종양을 앓는 유민과 소매치기 사기 등의 구차한 생활을 청산하려는 강표는 둘 다 고아다. 죽음을 앞둔 유민은 극적으로 어머니를 찾지만 강표가 가짜 아들 행세를 하며 끼어든다.

## 출연진
- 최수종 : 유민 역
- 권해효 : 강표 역
- 양금석
- 박인환
- 나문희 : 유민의 어머니 역
- 손현주
- 전원주
- 이희도
- 윤철형
- 임지은